# 1614년
1614년은 수요일로 시작하는 평년이다.

## 연호
- 명(明) 만력(萬曆) 42년
- 일본(日本) 게이초(慶長) 19년
- 후 레 왕조(後黎朝) 호앙딘(弘定) 15년
- 막 왕조(莫朝) 끼엔통(乾統) 22년

## 기년
- 류큐(琉球) 쇼네이왕(尚寧王) 26년
- 명(明) 신종 만력제(神宗 萬曆帝) 42년
- 조선(朝鮮) 광해군(光海君) 6년
- 후 레 왕조(後黎朝) 경종(敬宗) 15년

## 사건
- 4월 5일 존 롤프와 포카 혼타스, 결혼
- 10월 에도막부가 도요토미씨을 공격해 멸망시킨 오사카 전투가 개시되다.

## 사망
- 3월 18일(음력 2월 9일) - 조선 선조의 막내아들 영창대군.